# 2042
سنة 2042 م هي سنة بسيطة تبدأ يوم الثلاثاء حسب التقويم الغريغوري.